# Topólka
Topólka è un comune rurale polacco del distretto di Radziejów, nel voivodato della Cuiavia-Pomerania.
Ricopre una superficie di 102,92 km² e nel 2007 contava 5 278 abitanti.